# Tobia al caffè
Tobia al caffè è un film del 2000 diretto da Gianfranco Mingozzi.
Il film è ambientato nel elegante caffè "Il Quattro Palme" frequentato secondo tradizione da intellettuali, amanti della musica lirica e della poesia. 

## Trama
Tobia è un ragazzino figlio di un ingegnere. Quando i genitori muoiono, Tobia, ormai grande, trova in Giuseppe, uno dei camerieri del caffè "Il Quattro Palme", il vero punto di riferimento. Quando nel caffè entra un gruppo di giovani, Tobia tra loro vede la giovane Annette, ne è colpito, le regala un anello che però non le entra e allora lei lo rifiuta. Il padrone del caffè muore per infarto. 
Lentamente i tempi cambiano. La crisi incombe, e nella sala vengono ospitate alcune televendite. Quando si avvicina il fallimento, Tobia decide di rilevare il locale. Una sera alcuni barboni si presentano alla porta. Giuseppe vorrebbe cacciarli, ma Tobia decide di aprire e di accoglierli. Tutti insieme festeggiano il compleanno di Tobia. Arriva anche Annette. Tobia la vede e scappa. Giuseppe lo insegue.